# Caradocus
Caradocus (Welsh: Kradawc) was, volgens de legende zoals beschreven door Geoffrey van Monmouth, waarnemend koning van Brittannië tijdens de periode dat Magnus Maximus strijd voerde in Gallië.
Caradocus was hertog van Cornwall tijdens de regering van Octavius. Hij was degene die Octavius voorstelde dat hij zijn dochter moest uithuwelijken aan Magnus Maximus, en op die manier Brittannië met Rome moest verenigen. Toen Octavius instemde, stuurde Caradocus zijn zoon, Mauricius, naar Rome om de boodschap aan Maximus te brengen. Conan Meridoc, de neef van de koning, was het er niet mee eens, en stond op het punt Maximus aan te vallen toen die aankwam bij Southampton. Pas toen Caradocus arriveerde werd de vrede hersteld. Octavius deed afstand van de troon ten gunste van Maximus.
Vijf jaar nadat Maximus koning van Brittannië was geworden verliet hij het land om Gallië te veroveren. Hij liet het land achter in de handen van Caradocus die onofficieel koning werd. Caradocus regeerde Brittannië enkele jaren, en werd opgevolgd door zijn broer Dionotus.